# 大豆油糧
大豆油糧株式会社（だいずゆりょう）は、神戸市兵庫区に本社を置く豆・米穀類の仲介・販売を行う企業である。

## 沿革
- 1948年 - 設立。
- 1997年 - 岩佐春夫、社長に就任。
- 1998年 - 岩佐春夫社長、関西穀物商協同組合理事長に就任。
- 2008年9月 - 三笠フーズの事故米穀不正転売問題で、産地偽装を行なったことが発覚。
- 2010年5月6日 - 神戸地裁に民事再生法の適用を申請する（負債総額約51億円）[1]。
- 2010年7月　- 営業権を兼松ソイテックへ譲渡。